# 22369 Klinger
22369 Klinger è un asteroide della fascia principale. Scoperto nel 1993, presenta un'orbita caratterizzata da un semiasse maggiore pari a 2,1349315 UA e da un'eccentricità di 0,1505581, inclinata di 2,63597° rispetto all'eclittica.